# سعود مجبل
سعود مجبل، فنان ومغني كويتي ظهر أواخر سبعينيات القرن العشرين. تميز بصوته العذب، وهو صاحب أغنيته الشهيرة الزين في ليلة الجمعة يزفونه، وأنا عيوني من أسبابه سهيراتي. وقد اعتزل الغناء أواخر الثمانينيات. وفي 11 جمادى الآخرة 1403 هجري، الموافق لتاريخ 5 أبريل 1982م أدى أغنية «ليه التجاهل!! وأنت أدرى بحالي!» أمام أمير دولة الكويت جابر الأحمد الصباح والشيخ زايد رئيس دولة الإمارات أثناء افتتاح المبنى الجديد لديوانية شعراء النبط بالكويت، والذي أعيد ترميمه وإعادة افتتاحه في 10 رمضان 1440 هجريه الموافق لتاريخ 15 مايو 2019م

## نبذة
هو سعود مجبل الحباج المسعدي العازمي. فنان ومغن كويتي بدأ منذ أن كان يبلغ من العمر 12 سنة، وظهر بأكثر من برنامج للبادية والتراث الشعبي ويعتبر من أوائل من غنوا أغنية خلاص من حبكم يا زين عزلنا للفنان فهد بن سعيد، حيث أن سعود مجبل تأثر به كثيرا في بداياته. سمع له الشاعر علي القحطاني وأعجب بصوته كثيرا وأهدى له بعض الأعمال وسجلها في تسجيلات الوادي الأخضر في الكويت.

## أعمال تلفزيونية
- ليه التجاهل؛ تلفزيون الكويت 1982م، بمناسبة افتتاح المبنى الجديد لديوانية شعراء النبط، بحضور الشيخ زايد وأمير الكويت جابر الأحمد الصباح.

- برنامج من الادب والتراث الشعبي (1987م):

مقدّر يا هلي مكتوب؛ من الحب أنجرح وأذوب.
يا شوق انا قلبي من السمر يهواك.
ابشري يا نفس هذا يوم عيد

## الألبومات
- لية هناء؛ (1984م): إنتاج مؤسسة تسجيلات الوادي الاخضر:

ليلة هناء؛ كلمات الشاعر النديم (ناصر السبيعي).
يا عيوني؛ كلمات الشاعر النديم
يا بعيدة من عيوني؛ كلمات الشاعر النديم
بالحيل؛ كلمات الأمير تركي بن عبد الرحمن
يا ليل؛ كلمات الشاعر النديم
ليه التجاهل: إنتاج مؤسسة تسجيلات الوادي الاخضر

### أشهر الاغاني
- الزين في ليلة الجمعة يزفونه.... من كلمات الشاعر الراحل فهد بن جدعان المسحمي العازمي من مواليد 1958م وتوفي 1993م.
- يا نظر عين المولع لا تدلع
- يا عيوني
- ويلاه ويلاه من هـمّ (ن) برى حالي، يا ناس عـِزِّي لمن خلاّه مضنونه
- يا عين لو كان البكى يرد غالي.
- الحب عظم صورتك في خيالي (للشاعر علي القحطاني)

## حياته الشخصية
الفنان سعود مجبل متزوج ولديه ابنه من الابناء 
- تركي.
- بدر.
- مقبل. (تلفظ عند بعض القبائل بالجيم).